# Єґлінець (Сейненський повіт)
Єґлінець (пол. Jegliniec) — село в Польщі, у гміні Краснополь Сейненського повіту Підляського воєводства.
Населення — 152 особи (2011).
У 1975-1998 роках село належало до Сувальського воєводства.

## Демографія
Демографічна структура станом на 31 березня 2011 року:
|          | Загалом | Допрацездатний вік | Працездатний вік | Постпрацездатний вік |
| -------- | ------- | ------------------ | ---------------- | -------------------- |
| Чоловіки | 92      | 21                 | 63               | 8                    |
| Жінки    | 60      | 8                  | 40               | 12                   |
| Разом    | 152     | 29                 | 103              | 20                   |